# باك 1-11
باك 1-11 (بالإنجليزية: BAC 1-11)‏ والمعروف أيضا باسم باك ون-اليفن (بالإنجليزية: BAC One-Eleven)‏ أو باك-111 (بالإنجليزية: BAC-111)‏: هي طائرة ركاب نفاثة قصيرة المدى أنتجت في 1963 ببريطانيا. من صناعة شركة الطائرات البريطانية. تستخدم بشكل أساسي من قبل الخطوط الجوية البريطانية. كان أول طيران لها في 20 أغسطس 1963. دخلت الخدمة في 1965، وخرجت من الخدمة في مايو 2019. صنع منها 244 طائرة.
وتعتبر ثاني طائرة ركاب للمسافات القصيرة تدخل الخدمة، بعد الطائرة الفرنسية من طراز سود أفياسيون كارافيل. وفي عقد الثمانينات، مُنح ترخيص لإنتاج الطائرة في رومانيا تحت مسمى (ROMBAC One-Eleven).

## المستخدمون
- الخطوط الجوية البريطانية
- الخطوط الجوية الأمريكية
- الخطوط الجوية برانيف
- الخطوط الجوية البريطانية المتحدة